# Ifigenia en Áulide (ópera)
De entre las varias óperas que llevan por título Ifigenia en Áulide, basadas en la famosa tragedia homónima de Eurípides, así como en la tragedia homónima de Jean Racine destacan las siguientes:

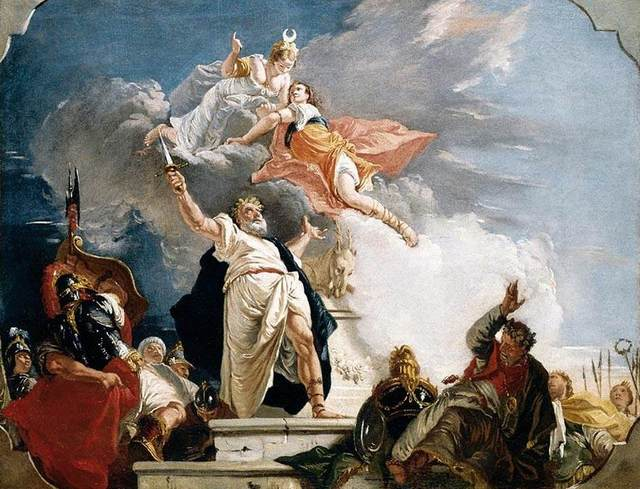
El sacrificio de Ifigenia, Francesco Fontebasso, 1749.

| Año  | Autor                     | Entrada en Wikipedia | Ciudad  |
| 1713 | Domenico Scarlatti        | Ifigenia in Aulide   | Roma    |
| 1718 | Antonio Caldara           | Ifigenia in Aulide   | Viena   |
| 1735 | Nicola Porpora            | Ifigenia in Aulide   | Londres |
| 1748 | Carl Heinrich Graun       | Ifigenia in Aulide   | Berlín  |
| 1751 | Niccolò Jommelli          | Ifigenia in Aulide   | Roma    |
| 1763 | Tommaso Traetta           | Ifigenia in Aulide   | Viena   |
| 1774 | Christoph Willibald Gluck | Iphigénie en Aulide  | París   |
| 1779 | Vicente Martín y Soler    | Ifigenia in Aulide   | Nápoles |
| 1788 | Luigi Cherubini           | Ifigenia in Aulide   | Turín   |

- Datos: Q5908943